# Vissenbjerg Kommune
| Strukturdaten       | Strukturdaten  |
| ------------------- | -------------- |
| Sitz der Verwaltung | Vissenbjerg    |
| Fläche              | 47,39 km²      |
| Einwohner           | 6.115 (2006)   |
| Kommune seit 2007   | Assens Kommune |

Vissenbjerg Kommune war bis Dezember 2006 eine dänische Kommune im damaligen Fyns Amt im Westen der Insel Fünen. Sie entstand im Jahre 1966 und ging der Verwaltungsreform von 1970 voraus.  Seit Januar 2007 ist sie zusammen mit der alten Assens Kommune, der Glamsbjerg Kommune, der Haarby Kommune, der Tommerup Kommune und der Aarup Kommune Teil der neuen Assens Kommune.